# Anne Lorentzen
Anne Lorentzen (født 6. august 1956) er en dansk skuespiller.

## Filmografi
- Begær, lighed og broderskab (1990)
- Bryggeren (1996-1997)
- Klovn (2005-2009)